# Pseudopoda exigua
Pseudopoda exigua là một loài nhện trong họ Sparassidae.
Loài này thuộc chi Pseudopoda. Pseudopoda exigua được Irving Fox miêu tả năm 1938.